# Idaea trigonata
Idaea trigonata är en fjärilsart som beskrevs av Paul Dognin 1909. Idaea trigonata ingår i släktet Idaea och familjen mätare. Inga underarter finns listade i Catalogue of Life.